# Ed Podivinsky
Edward Charles „Ed” Podivinsky (ur. 8 marca 1970 w Toronto) – kanadyjski narciarz alpejski, brązowy medalista olimpijski i mistrz świata juniorów.

## Kariera
Po raz pierwszy na arenie międzynarodowej Ed Podivinsky pojawił się w 1987 roku, podczas mistrzostw świata juniorów w Sälen. Zajął tam 19. miejsce w slalomie i 49. miejsce w slalomie gigancie. Na rozgrywanych rok później mistrzostwach świata juniorów w Madonna di Campiglio jego najlepszym wynikiem było ósme miejsce w zjeździe. Najlepszy wynik w tej kategorii wiekowej osiągnął jednak na mistrzostwach świata juniorów w Aleyska w 1989 roku, gdzie zdobył złoty medal w biegu zjazdowym.
Pierwsze punkty w zawodach Pucharu Świata wywalczył 8 marca 1991 roku w Aspen, zajmując czternaste miejsce w zjeździe. W sezonie 1990/1991 punktował jeszcze jeden raz, zajmując jedenaste miejsce w tej samej konkurencji 16 marca 1991 roku w Lake Louise (Alberta). Dało mu to w efekcie 74. miejsce w klasyfikacji generalnej. Na podium zawodów tego cyklu pierwszy raz znalazł się 6 stycznia 1994 roku w Saalbach-Hinterglemm, gdzie wygrał bieg zjazdowy. W kolejnych sezonach Kanadyjczyk łącznie jeszcze pięciokrotnie stawał na podium, za każdym razem na trzecim miejscu: 29 grudnia 1995 roku w Bormio, 2 marca 1997 roku w Kvitfjell, 17 grudnia 1999 roku w Val Gardena i 15 stycznia 2000 roku w Wengen w zjeździe oraz 25 stycznia 1998 roku w Kitzbühel w kombinacji. Najlepsze wyniki osiągnął w sezonie 1993/1994, kiedy to zajął 23. miejsce w klasyfikacji generalnej i siódme w klasyfikacji zjazdu. Był też między innymi piąty w klasyfikacji kombinacji w sezonie 1997/1998.
W 1991 roku wystąpił na mistrzostwach świata w Saalbach-Hinterglemm, gdzie zajął dziewiąte miejsce w kombinacji. Nie wziął jednak udziału w rozgrywanych rok później igrzyskach olimpijskich w Albertville, bowiem na kilka dni przed imprezą odniósł kontuzję w Val d’Isère, zrywając więzadła w prawym kolanie. Podczas mistrzostw świata w Morioce w 1993 roku zajął 26. miejsce w zjeździe. Największy sukces w karierze osiągnął na igrzyskach olimpijskich w Lillehammer w 1994 roku, gdzie bieg zjazdowy ukończył na trzecim miejscu. W zawodach tych wyprzedzili go jedynie Tommy Moe z USA oraz Norweg Kjetil André Aamodt. Startował tam także w supergigancie i kombinacji, jednak nie ukończył obu zawodów. Na rozgrywanych cztery lata później igrzyskach olimpijskich w nagano był piąty w swej koronnej konkurencji. W międzyczasie był też dwunasty na mistrzostwach świata w Sierra Nevada w 1996 roku i dziesiąty na rozgrywanych rok później mistrzostwach w Sestiere. Z powodu kolejnej kontuzji kolana stracił większość sezonu 1998/1999 i szansę na występ podczas MŚ w Vail w 1999 roku. Brał za to udział w mistrzostwach świata w Sankt Anton, gdzie rywalizację w zjeździe ukończył na 16. pozycji. Ostatnią dużą imprezą w jego karierze były igrzyska olimpijskie w Salt Lake City w 2002 roku, gdzie zajął 24. miejsce w zjeździe, a supergiganta i kombinacji nie ukończył. W marcu 2002 roku zakończył karierę.
Pięciokrotnie zdobywał mistrzostwo Kanady: w zjeździe w latach 1991, 1995 i 1996 oraz w kombinacji w patach 1990 i 1991. Obecnie jest wiceprezydentem Royal Bank of Canada.

## Osiągnięcia

### Igrzyska olimpijskie
| Miejsce | Dzień     | Rok  | Miejscowość    | Konkurencja | Czas biegu  | Strata  | Zwycięzca           |
| ------- | --------- | ---- | -------------- | ----------- | ----------- | ------- | ------------------- |
| 3.      | 13 lutego | 1994 | Lillehammer    | Zjazd       | 1:45,75 min | +0,12 s | Tommy Moe           |
| DNF     | 15 lutego | 1994 | Lillehammer    | Kombinacja  | 3:17,53 min | -       | Lasse Kjus          |
| DNF     | 17 lutego | 1994 | Lillehammer    | Supergigant | 1:32,53 min | -       | Markus Wasmeier     |
| DNF     | 12 lutego | 1998 | Nagano         | Kombinacja  | 3:08,06 min | –       | Mario Reiter        |
| 5.      | 13 lutego | 1998 | Nagano         | Zjazd       | 1:50,11 min | +0,60 s | Jean-Luc Crétier    |
| DSQ     | 16 lutego | 1998 | Nagano         | Supergigant | 1:34,82 min | -       | Hermann Maier       |
| 24.     | 10 lutego | 2002 | Salt Lake City | Zjazd       | 1:39,13 min | +2,56 s | Fritz Strobl        |
| DNF     | 13 lutego | 2002 | Salt Lake City | Kombinacja  | 3:17,56 min | –       | Kjetil André Aamodt |
| DNF     | 16 lutego | 2002 | Salt Lake City | Supergigant | 1:21,58 min | –       | Kjetil André Aamodt |

### Mistrzostwa świata
| Miejsce | Dzień       | Rok  | Miejscowość   | Konkurencja | Czas biegu  | Strata  | Zwycięzca           |
| ------- | ----------- | ---- | ------------- | ----------- | ----------- | ------- | ------------------- |
| 9.      | 30 stycznia | 1991 | Saalbach      | Kombinacja  | 16,28 pkt   | ?       | Stephan Eberharter  |
| 26.     | 11 lutego   | 1993 | Morioka       | Zjazd       | 1:32,06 min | +2,44 s | Urs Lehmann         |
| 33.     | 13 lutego   | 1996 | Sierra Nevada | Supergigant | 1:21,80 min | +2,73 s | Atle Skårdal        |
| 12.     | 17 lutego   | 1996 | Sierra Nevada | Zjazd       | 2:00,17 min | +1,94 s | Patrick Ortlieb     |
| DNF     | 19 lutego   | 1996 | Sierra Nevada | Kombinacja  | 3:31,95 min | -       | Marc Girardelli     |
| 34.     | 3 lutego    | 1997 | Sestriere     | Supergigant | 1:29,68 min | +2,94 s | Atle Skårdal        |
| DNF     | 6 lutego    | 1997 | Sestriere     | Kombinacja  | 3:10,40 min | -       | Kjetil André Aamodt |
| 10.     | 8 lutego    | 1997 | Sestriere     | Zjazd       | 1:51,11 min | +1,30 s | Bruno Kernen        |
| DNS     | 31 stycznia | 2001 | Sankt Anton   | Supergigant | 1:21,46 min | -       | Daron Rahlves       |
| DNF     | 5 lutego    | 2001 | Sankt Anton   | Kombinacja  | 2:58,25 min | –       | Kjetil André Aamodt |
| 16.     | 7 lutego    | 2001 | Sankt Anton   | Zjazd       | 1:38,74 min | +2,64 s | Hannes Trinkl       |

### Mistrzostwa świata juniorów
| Miejsce | Dzień       | Rok  | Miejscowość          | Konkurencja | Czas biegu  | Strata  | Zwycięzca           |
| ------- | ----------- | ---- | -------------------- | ----------- | ----------- | ------- | ------------------- |
| 19.     | 21 marca    | 1987 | Sälen                | Slalom      | 1:50,95 min | +7,49 s | Roger Pramotton     |
| 49.     | 22 marca    | 1987 | Sälen                | Gigant      | 2:31,70 min | +1,50 s | Thomas Wolf         |
| 8.      | 27 stycznia | 1988 | Madonna di Campiglio | Zjazd       | 1:33,15 min | +0,88 s | Kaspar Gilgenrainer |
| 23.     | 28 stycznia | 1988 | Madonna di Campiglio | Supergigant | 1:35,26 min | +2,66 s | Jeremy Nobis        |
| 42.     | 29 stycznia | 1988 | Madonna di Campiglio | Gigant      | 2:05,55 min | +3,48 s | Gregor Grilc        |
| 1.      | 5 kwietnia  | 1989 | Aleyska              | Zjazd       | 1:28,93 min | -       | -                   |

### Puchar Świata

#### Miejsca w klasyfikacji generalnej
- sezon 1990/1991: 74.
- sezon 1991/1992: 100.
- sezon 1992/1993: 130.
- sezon 1993/1994: 23.
- sezon 1994/1995: 35.
- sezon 1995/1996: 30.
- sezon 1996/1997: 38.
- sezon 1997/1998: 43.
- sezon 1998/1999: 131.
- sezon 1999/2000: 26.
- sezon 2000/2001: 127.
- sezon 2001/2002: 126.

#### Zwycięstwa w zawodach
1. Saalbach-Hinterglemm – 6 stycznia 1994 (zjazd)

#### Pozostałe miejsca na podium
1. Bormio – 29 grudnia 1995 (zjazd) – 3. miejsce
2. Kvitfjell – 2 marca 1997 (zjazd) – 3. miejsce
3. Kitzbühel – 25 stycznia 1998 (kombinacja) – 3. miejsce
4. Val Gardena – 17 grudnia 1999 (zjazd) – 3. miejsce
5. Wengen – 15 stycznia 2000 (zjazd) – 3. miejsce